# 南乌拉尔铁路局
南乌拉尔铁路局（俄語：Южно-Уральская железная дорога，羅馬化：Yuzhno-Uralskaya zheleznaya doroga，简称）是俄罗斯铁路股份公司属下的铁路管理局之一，总部位于车里雅宾斯克，负责管辖俄罗斯联邦乌拉尔南部地区的铁路系统，范围包括奥伦堡州、车里雅宾斯克州、库尔干州的大部分铁路，以及萨马拉州、斯维尔德洛夫斯克州、巴什科尔托斯坦共和国的少部分铁路，并有部分铁路延伸至或穿过哈萨克斯坦境内。南乌拉尔铁路局的营业里程为4,934.9公里，与伏尔加铁路局、古比雪夫铁路局、斯维尔德洛夫斯克铁路局、西西伯利亚铁路局相邻，并与南方的哈萨克斯坦铁路连接。